# Rin Tin Tin
Rin Tin Tin (también Rin-Tin-Tin) fue el nombre que recibieron en el cine varios perros, parientes entre sí, de la raza pastor alemán, estrellas de Hollywood de la primera mitad del siglo XX.
Rin Tin Tin protagonizó varias películas e incluso tiene su huella estampada en el Paseo de la Fama de Hollywood Boulevard.

## El primer Rin Tin Tin
Su historia arranca el 15 de septiembre de 1918 en Francia. El soldado estadounidense Lee Duncan, que participaba en la Primera Guerra Mundial, se encontró con cinco cachorros de pastor alemán y su madre, recogió dos y se los llevó al campamento.
Aquellos cachorros recibieron el nombre de Rinty y Nannette. Mientras duraba la contienda, el soldado Duncan se dedicó a adiestrar a los cachorros, impresionado de las habilidades que mostraban. A su regreso a los Estados Unidos se llevó consigo a Rinty y Nannette. Ya en los Estados Unidos, Duncan entrenó a Rin Tin Tin, e inspirado por el éxito en el cine del perro Strongheart, logró conseguirle un papel en la industria del cine mudo, en 1922, y un primer papel protagónico en la película Where the North Begins en 1923. Rin Tin Tin fue en éxito inmediato en taquillas y habría de aparecer en veintisiete películas de Hollywood, convirtiéndose en uno de los ídolos de la época. Junto con Strongheart, Rin Tin Tin fue en gran medida responsable por un gran aumento en la popularidad de los pastores alemanes como mascotas familiares. Las inmensas ganancias de sus películas contribuyeron al éxito de los estudios de la Warner Bros., y ayudaron a avanzar la carrera de Darryl F. Zanuck de guionista a productor y ejecutivo de cine.
Tras la muerte de Rin Tin Tin, en 1932, el nombre se le dio a varios pastores alemanes relacionados que protagonizaron historias ficticias en el cine, la radio y la televisión.

## Serie de televisión
Durante los 50, entre 1954 y 1959, Rin Tin Tin protagonizó una exitosa serie de televisión basada en las películas de antaño en la cadena ABC. Sin embargo, si las películas de los años 20 eran mudas la serie era ya sonorizada. La serie se tituló Las aventuras de Rin Tin Tin (originalmente The Adventures of Rin Tin Tin) y se localizó en el oeste estadounidense de los pioneros.

## Filmografía
El título original de las películas que rodó Rin Tin Tin es el siguiente:
- Man from Hell's River (1922)
- My Dad Himself (1922)
- Where the North Begins (1923)
- Shadows of the North (1923)
- Find Your Man (1924)
- Hello, Frisco (1924)
- The Lighthouse by the Sea (1924)
- Tracked in the Snow Country (1925)
- Below the Line (1925)
- Clash of the Wolves (1925)
- The Night Cry (1926)
- A Hero of the Big Snows (1926)
- While London Sleeps (1926)
- Hills of Kentucky (1927)
- Tracked by the Police (1927)
- Jaws of Steel (1927)
- A Dog of the Regiment (1927)
- A Race for Life (1928)
- Rinty of the Desert (1928)
- Land of the Silver Fox (1928)
- The Million Dollar Collar (1929)
- Frozen River (1929)
- The Show of Shows (1929)
- Tiger Rose (1929)
- The Lone Defender (1930)
- On the Border (1930)
- The Man Hunter (1930)
- Rough Waters (1930)
- The Lightning Warrior (1931)

## Parodia
Rin Tin Tin inspira el personaje de dibujos de Rantanplán, creado por Morris y Goscinny y que aparece en la serie de historietas de Lucky Luke; al contrario que Rin Tin Tin, Rantanplán es un perro muy simple e ineficaz.
En la saga cinematográfica de Disney 101 Dálmatas , se ve que los cachorros son fanes de un programa de televisión que parodia a Rin Tin Tin conocido como "Thunderbolt" (Relámpago en español), programa que es usado para promocionar una marca de comida para perros. En la primera película vemos a los cachorros ver un episodio donde Thunderbolt se enfrenta a un villano llamado Dirty Dawson en una batalla con final abierto; en las versiones de DVD se incluyó un corto donde se podía ver la continuación de dicho episodio con Thunderbolt deteniendo a su archienemigo con ayuda de su compañero humano. En la secuela, vemos que uno de los cachorros, Patch, es fan de Thunderbolt; cuando la familia se muda y se olvidan de él, este asiste a un evento para conocer al perro que interpreta a Thunderbolt en persona, quien resulta ser un actor presumido, pero cuando este se entera de que la productora planea reemplazarlo por un perro actor más joven, este se asocia con Patch para cumplir misiones heroicas en la vida real para demostrar que aún vale como estrella.
En la serie de Los Simpsons, en el episodio n.º 310 de la temporada 14 titulado "Old Yeller-Belly", el perro de la familia, Ayudante de Santa Claus es repudiado por Homer por cobarde por no salvarle la vida en un incendio, por lo que en un intento de ayudar al perro a ser valiente, Lisa le pone una película de Rin Tin Tin para que tome al perro actor como ídolo y modelo a seguir, donde se bromea con que fue el primer perro actor abiertamente homosexual; en la película se ve a Rin Tin Tin luchar contra los nazis, donde le muerde en el trasero a Hitler.